# ادوارد تورنتون (سیاستمدار)
ادوارد تورنتون (انگلیسی: Edward Thornton) سخنران بیستمین مجلس قانونگذاری جزیره پرنس ادوارد در بازهٔ سال‌های ۱۸۵۴ تا ۱۸۵۸ بود. تورنتون در تمام چهار دورهٔ مجلس قانونگذاری به عنوان سخنران به فعالیت خود ادامه داد.